# Луцатто, Моше Хаим
Моше-Хаим Луцатто (известен под аббревиатурой «Рамхаль»; 1707—1746) — раввин, философ и каббалист, автор десятков книг по каббале и по еврейской этике.

## Мировоззрение
Свой первый трактат Луцатто написал в возрасте 17 лет. Этот трактат по риторике посвящён изучению закономерностей, которым подчиняются языки в целом и иврит в частности.
Большинство книг Рамхаля — о скрытой части Торы, и о них сказано, что «Рамхаль описывает строение духовных миров так, как будто сам присутствовал при их сотворении». Одной из отличительных особенностей работ Луцатто является системный подход. Это можно проследить в трех основных работах Луцатто. «Дерех ха-шем» («Путь Творца») — работа, по-видимому, наиболее системная из когда-либо предпринятых исследований основ еврейской духовности. «Месилат йешарим» («Путь праведных») — шедевр ненравоучительной морали и синтез философской этики, опирающейся на разум, также отражает этот подход. Третья из его основных работ — «Калах Питхей Хохма» («138 Врат Мудрости») — посвящена каббале. Здесь Луцатто демонстрирует своё умение систематизатора.
Луцатто считал, что распространение каббалистической мысли, объяснение постулатов и понятий каббалы играет решающую роль в нравственном прогрессе, который он проповедует.

## Биография
Родился в Падуе (Италия) в 5467 (1707) году. Уже в юном возрасте освоил латынь, был знаком с итальянской поэзией и изящной словесностью. В 14 лет он знал наизусть не только весь Талмуд и Мидраши, но и все сочинения каббалиста Аризаля. Свою первую книгу Моше-Хаим опубликовал в возрасте 17 лет. Раввин Луцатто не носил бороды и одевался по моде, как итальянский аристократ.
На протяжении жизни р. Луцатто был объектом беспрецедентной травли со стороны влиятельных раввинов, включая р. Моше Хагиза — раввина иерусалимской общины, подозревавших его в ереси и запретивших издавать сочинения по каббале.
Моше-Хаим Луцатто стал раввином в 5486 (1726) году. Луцатто исполнилось 19. Молодой раввин возглавил группу «Мевакшей ха-шем» (Ищущие Бога), в которой были установлены особые правила изучения книги «Зоар» по сменам и без остановки.
В мае 1727 года у р. Луцатто раскрылся «руах а кодеш» («Святой Дух»), он услышал «голос», который передал ему многие тайны каббалы. Полученные от «руах а кодеш» откровения р. Луцатто записывал.
Эти тексты и истории были восприняты его учителями и авторитетными итальянскими раввинами с большим подозрением и неодобрением, его пытались также отлучить от общины и религии. Причиной этому были также воспоминания о явлении лжемессии Саббатая Цеви в 1665 году, который вызвал смуту среди евреев и неожиданно обратился в ислам. Сходства между сочинениями Луццато и саббатианскими идеями вызывали неодобрение раввинов.
Лишь незначительное количество этих записок сохранилось, но по оставшимся можно судить, что Луццато и его последователи воспринимали себя как играющих важную роль в пришествии Мессии, при этом сам Рамхаль воспринимался как реинкарнация библейского Моисея.
После изгнания из Италии он попытался обосноваться в Амстердаме, а потом в Германии. Немецкие раввины заставили его подписать документ, в котором он признался, что описанное им «учение маггида» ложно, большинство его записей было спрятано в тайник.

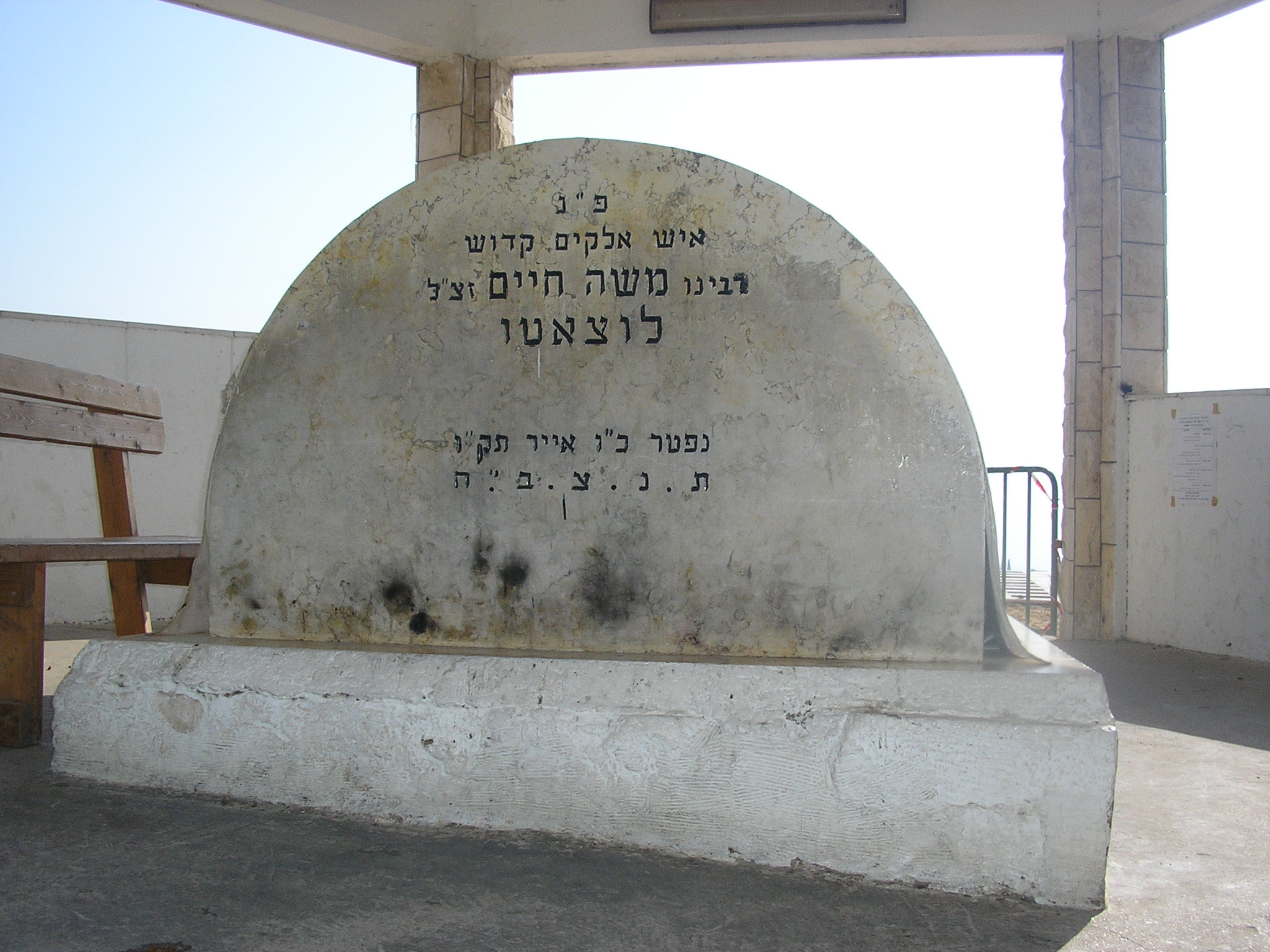
Могила Моше Хаима Луцатто над Киннеретом

Как и многие каббалисты того поколения, Рамхаль стремился к Святой Земле. В 5503 году (1743) он достиг этой цели, поселившись в Акко и создав там синагогу и иешиву. Но всего через три года, 26 ияра 5506 года (16 мая 1746) он с женой и двумя детьми погибли от эпидемии чумы. Рабби Моше Хаим Луцатто был похоронен на берегу озера Кинерет (Генисаретское море) рядом с рабби Акивой. По другой версии, он был похоронен в деревне Кфар Ясиф возле Акко, где хоронили остальных жертв этой эпидемии, включая рава Моше Малки — главного раввина Акко и друга Рамхаля.

## Высказывания о Рамхале и его учении известных раввинов
Знаменитый Виленский Гаон (рабби Элиягу из Вильны) говорил, что если бы р. Луцатто жил в его время, он пошел бы пешком в Италию, чтобы учиться у него.
Однажды у рабби Дов Бера, магида из Межерича, спросили, почему рабби Моше-Хаим Луцатто скончался так рано. Магид ответил, что его поколение было недостойно понять его гениальность и святость.